# Bilauktaung Range
Bilauktaung Range är en bergskedja på gränsen mellan Myanmar och Thailand. Den utgör en del av den mer omfattande bergskedjan Tenasserim.